# Wat Benchamabophit

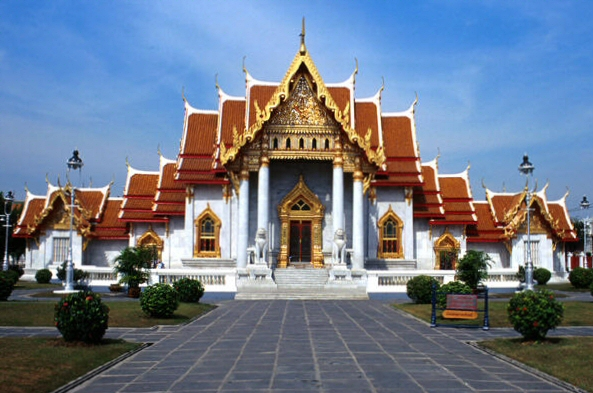
Imagen del templo.

Wat Benchamabophit Dusitvanaram (en idioma tailandés, วัดเบญจมบพิตรดุสิตวนารามราชวรวิหาร) es un templo budista localizado en Bangkok, Tailandia, en el distrito de Dusit. También es conocido como el templo de mármol, siendo uno de los más bellos templos de Bangkok y un importante atractivo turístico.
La construcción del templo comenzó en 1899 a solicitud del rey Chulalongkorn (Rama V), tras construir su palacio en las cercanías, y terminó en 1912. La traducción literal del nombre del templo es el Templo del quinto Rey situado cerca del Palacio de Dusit . Fue diseñado por el príncipe Naris, un hermanastro del rey, y fue construido con mármol italiano.
Dentro de la Sala de Ordenación (Ubosot) hay un Buda de estilo Sukhothai llamado Phra Buddhajinaraja, que fue ubicado ahí en 1920, estando el original ubicado actualmente en el templo Wat Mahathat en la ciudad de Phitsanulok. 
Las cenizas del rey Chulalongkorn se encuentran enterradas bajo la estatua. En la galería que rodea a la sala de ordenación hay 52 estatuas de buda, recopiladas por el príncipe Damrong Rajanubhab para su rey.

## Protección
En 2005 fue enviada una propuesta a la Unesco para que considere incluir el templo como futuro Patrimonio de la Humanidad.

## Galería de imágenes

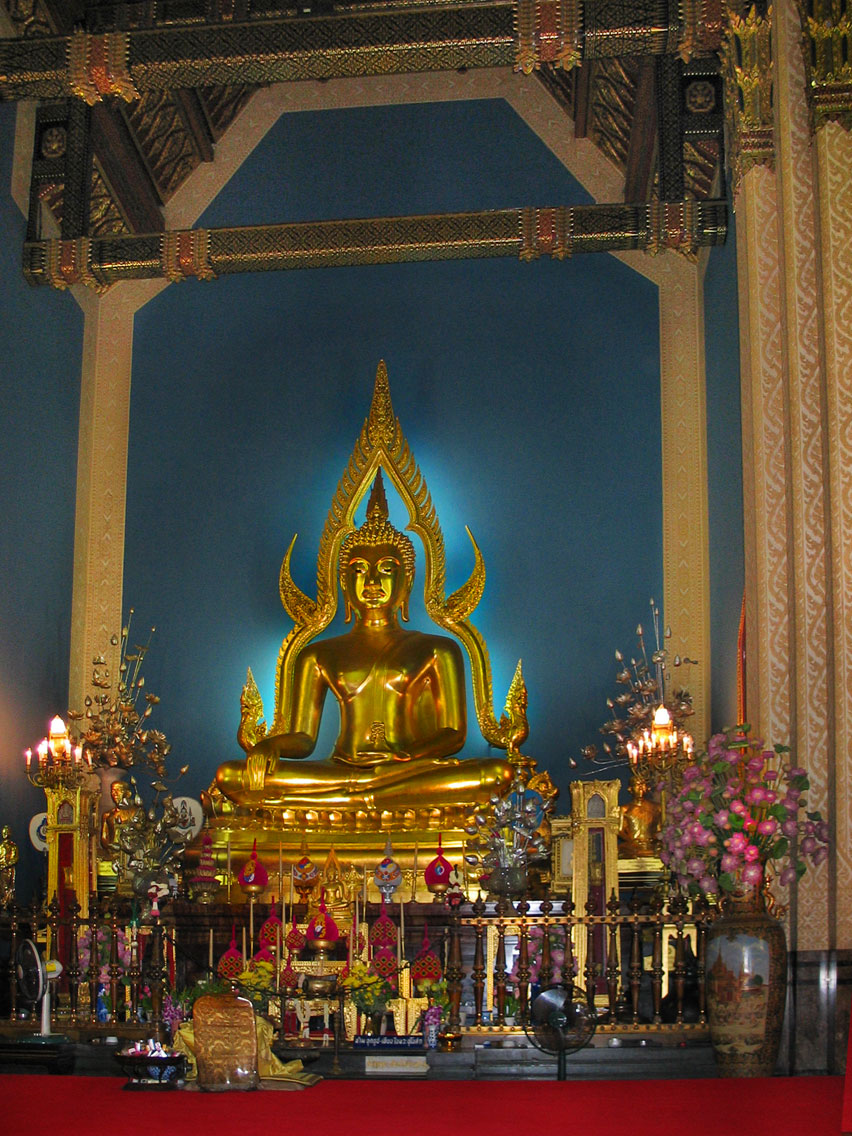
Phra Buddhajinaraja
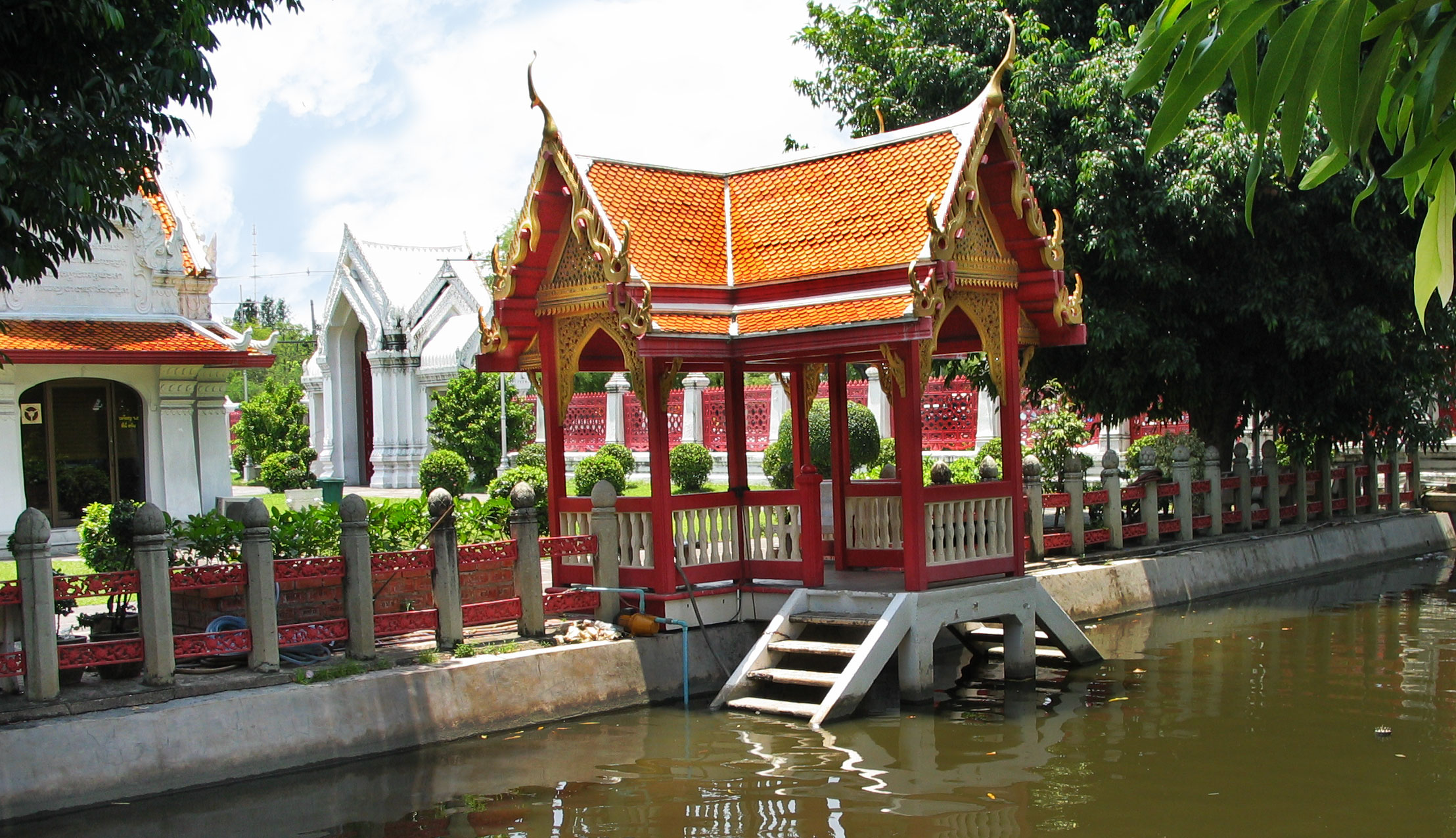
"Sala Nam" en khlong dentro del recinto del templo
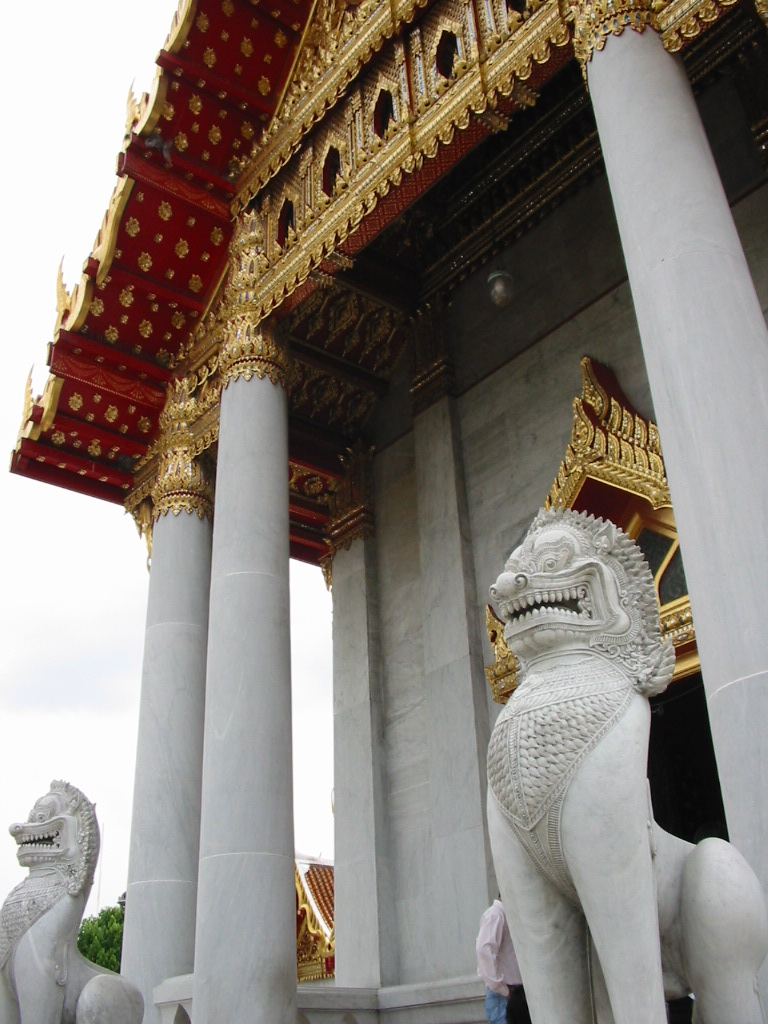
Entrada al templo de mármol